# Sojoez MS-15
Sojoez MS-15 (Russisch: Союз МС-15) was een ruimtevlucht naar het Internationaal ruimtestation ISS. Het is de 143ste vlucht van een Sojoez-capsule met bemanning en de vijftiende van het Sojoez MS-type. De lancering was op 25 september 2019 om 13:57 UTC en de capsule bereikte het ISS zo’n zes uur later. Tijdens deze vlucht worden drie bemanningsleden naar en van het Internationaal ruimtestation ISS vervoerd voor ISS-Expeditie 61. Het was de laatste lancering van een draagraket van het type Sojoez-FG. Op 17 april 2020 om 01:52 UTC verliet de capsule het ISS om enkele uren later in Kazachstan te landen.

## Bemanning
| Positie           | Ruimtevaarder                            |
| ----------------- | ---------------------------------------- |
| Commandant        | Oleg Skripotsjka, RSA 3e ruimtevlucht    |
| Flight Engineer 1 | Jessica Meir, NASA 1e ruimtevlucht       |
| Flight Engineer 2 | Hazza Al Mansouri, MBRSC 1e ruimtevlucht |

Noot: Hazza Al Mansouri keerde na 8 dagen al terug naar de Aarde met de vlucht Sojoez MS-12. Andrew Morgan die met Sojoez MS-13 naar het ISS reisde zat op de terugweg op de derde stoel van MS-15.

### Reservebemanning
| Positie           | Ruimtevaarder           |
| ----------------- | ----------------------- |
| Commandant        | Sergej Rizjikov, RSA    |
| Flight Engineer 1 | Thomas Marshburn, NASA  |
| Flight Engineer 2 | Sultan Al Neyadi, MBRSC |

## Trivia
- Omdat in het voorjaar van 2020 de coronapandemie bezig is moeten alle medewerkers van het bergingsteam kort voor de landing negatief testen op COVID-19. Om zo te voorkomen dat de ruimtevaarders besmet raken.